# Ruidera
Ruidera ist ein Ort und eine Gemeinde (municipio) mit 533 Einwohnern (Stand: 2024) in der spanischen Provinz Ciudad Real der Autonomen Region Kastilien-La Mancha.
Bis 1991 war Ruidera Teil der Nachbargemeinde Argamasilla de Alba.

## Lage
Ruidera liegt etwa 77 Kilometer östlich von Ciudad Real in einer Höhe von ca. 820 m. Durch die Gemeinde fließt der Alte Guadiana (Guadiana Viejo) und bildet mit seiner Auenlandschaft den Naturpark Parque Natural de las Lagunas de Ruidera. 

## Bevölkerungsentwicklung
| Jahr      | 1991 | 2001 | 2011 | 2021 |
| Einwohner | 622  | 617  | 601  | 561  |

## Sehenswürdigkeiten
- Marienkirche